# El bosque de Karadima
El bosque de Karadima es una película chilena del año 2015 del director Matías Lira. Se basa en los abusos sexuales cometidos por el sacerdote Fernando Karadima durante las décadas de 1980 y 2000. Escrita por Elisa Eliash, Alicia Scherson y Álvaro Díaz, se encuentra protagonizada por Benjamín Vicuña y Pedro Campos como Thomas Leyton (inspirado en el denunciante y víctima James Hamilton) —versión adulta y joven respectivamente— y por Luis Gnecco como Karadima.
Fue un éxito en cines chilenos, volviéndose una de las películas más vistas del 2015 en el país, con más 310.170 espectadores a través de su ciclo de lanzamiento.
En septiembre de 2015 se estrenó la película en formato de serie de televisión en el canal Chilevisión. La duración de la misma es de tres horas.

## Sinopsis
Fernando Karadima, párroco y líder de la iglesia más poderosa de la clase alta chilena, entre los años 80 y los 2000, es considerado un santo en vida. Thomas, un adolescente en busca de su vocación, encontrará en el sacerdote a su director espiritual. Durante veinte años, Tommy vivirá paulatinamente en carne propia los abusos físicos y psicológicos por parte del cura, hasta decidir hablar y enfrentar las redes de poder que protegen al cura y desenmascarar definitivamente al verdadero Karadima bajo la investidura de representante de Dios en la Tierra.

## Elenco
- Benjamín Vicuña como Thomas Leyton.
- Pedro Campos como Thomas Leyton (adolescente).
- Luis Gnecco como Fernando Karadima.
- Ingrid Isensee como Amparo, esposa de Thomas.
- Marcial Tagle como Andrés Altunaga.
- Gloria Münchmeyer como Elena Fariña, madre de Karadima.
- Francisco Melo como Padre Aguirre, promotor de justicia del Arzobispado.
- Andrés Reyes como Pavlovic.
- Christian Sève como Tomás Costaval.
- Montserrat Ballarín como María José.
- Pascal Montero como Alberto Leyton.

## Premios y nominaciones
| Premio              | Categoría                                  | Receptor           | Resultado |
| ------------------- | ------------------------------------------ | ------------------ | --------- |
| Premios Caleuche    | Mejor Actriz Protagónica                   | Ingrid Isensee     | Nominada  |
| Premios Caleuche    | Mejor Actor Protagónico                    | Luis Gnecco        | Ganador   |
| Premios Caleuche    | Mejor Actor Protagónico                    | Benjamín Vicuña    | Nominado  |
| Premios Caleuche    | Mejor Actriz de Reparto                    | Aline Kuppenheim   | Nominada  |
| Premios Caleuche    | Mejor Actriz de Reparto                    | Gloria Münchmeyer  | Nominada  |
| Premio Pedro Sienna | Mejor Montaje                              | Andrea Chignoli    | Nominada  |
| Premio Pedro Sienna | Mejor Interpretación Protagónica Masculina | Luis Gnecco        | Ganador   |
| Premio Pedro Sienna | Mejor Interpretación Secundaria Femenina   | Aline Kuppenheim   | Nominada  |
| Premio Pedro Sienna | Mejor Diseño de Vestuario                  | Carolina Espina    | Nominada  |
| Premio Pedro Sienna | Mejor Maquillaje                           | Carolina Fernández | Nominada  |

## Serie de televisión
A pocos meses de su emisión en cines como película, El bosque de Karadima fue estrenada en formato de serie de televisión de 3 episodios por Chilevisión, emitiéndola en horario estelar. La serie cuenta con 90 minutos de material adicional. Al reparto se integraron varios actores.

### Elenco
- Benjamín Vicuña como Thomas Leyton.
- Pedro Campos como Thomas Leyton (adolescente).
- Luis Gnecco como Fernando Karadima.
- Ingrid Isensee como Amparo, esposa de Thomas.
- Marcial Tagle como Andrés Altunaga.
- Gloria Münchmeyer como Elena Fariña, madre de Karadima.
- Francisco Melo como Padre Aguirre, promotor de justicia del Arzobispado.
- Andrés Reyes como Pavlovic.
- Christian Sève como Tomás Costaval.
- Montserrat Ballarín como María José.
- Pascal Montero como Alberto Leyton.
- Alicia Quiroga como Estela.
- Jorge Becker como Padre Eduardo.
- Luis Alarcón como Monseñor.
- Ana María Gazmuri como Odette Ventura.
- Mauricio Pesutic como Padre Pellegrini.
- Aline Kuppenheim como Leonor, madre de Thomas.
- Ricardo Fernández como Camilo Concha.
- Osvaldo Santoro como Padre Angelo.
- Álvaro Espinoza como Martínez.
- Claudia Celedón como Paola.
- Luz Croxatto como la editora.

### Capítulos
| N.º | Título          | Fecha de emisión original | Audiencia (puntos) |
| --- | --------------- | ------------------------- | ------------------ |
| 1   | «La iniciación» | 27 de septiembre de 2015  | 14,8               |
| 2   | «Vía Crucis»    | 30 de septiembre de 2015  | N/D                |
| 3   | «Redención»     | 4 de octubre de 2015      | 12,7               |